# Stanisław Rożniecki
Stanisław Walenty Rożniecki, född 8 maj 1865 i Köpenhamn, död 21 december 1921, var en polsk-dansk slavist.
Rożniecki var son till en polsk emigrant, som en tid var frisör i Köpenhamn och senare hemmansägare i Hørve på Själland; modern var från Sønderjylland. Han blev student 1883 och candidatus magisterii 1891, studerade senare slavisk filologi i Prag, Kraków, Sankt Petersburg samt Wien, där han 1903 blev filosofie doktor. Han var sedermera bosatt på sin (polska) hustrus gård i Vitryssland, sysselsatt med vetenskaplig verksamhet, och blev 1917 professor i slavisk filologi vid Köpenhamns universitet. 
Rożniecki var de följande åren flitigt verksam med att, särskilt genom tidningsartiklar, göra den danska allmänheten bekant med slaviska kulturella förhållanden och politiska problem. Bland hans skrifter på danska kan nämnas Polakkerne i Danmark (1896), Varægiske minder i den russiske heltedigtning (1914) och det på personliga iakttagelser under vistelse i Polen och Vitryssland byggda verket Det jødiske problem (1920; översatt till svenska, "Det judiska problemet", av Uno Albert Almqvist, 1921). Han publicerade dessutom flera skrifter på tyska, polska och ryska.